# Porvoo
Porvoo (szw. Borgå) – miasto położone w południowej części Finlandii, jedno z najstarszych miast w tym kraju. Leży około 50 km na wschód od Helsinek.
Miasto liczy 48 821 mieszkańców (30.11.2011). Znane jest z zabytkowego Vanha Porvoo (Starego Miasta) z charakterystyczną drewnianą architekturą i średniowieczną katedrą (Porvoon tuomiokirkko, Borgå Domkyrka). Porvoo jest istotnym ośrodkiem fińskiej turystyki. Duża część (31,1%) mieszkańców miasta jest szwedzkojęzyczna.
W 1992 r. podpisano tutaj ugodę pomiędzy dwunastoma Kościołami anglikańskim i luterańskim, tworząc Wspólnotę Porvoo.

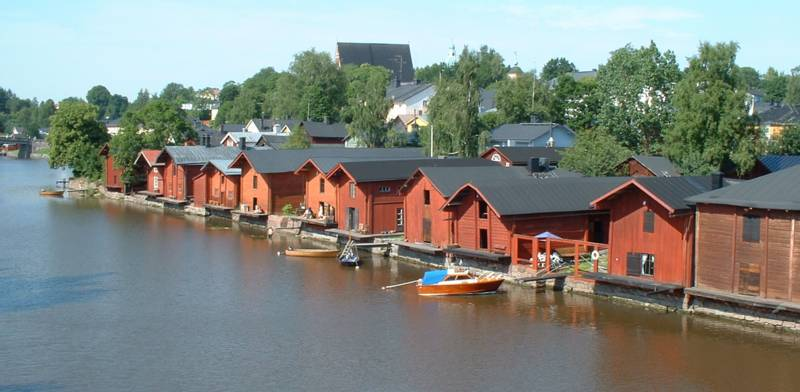
Porvoo

## Miasta partnerskie
- Dalvík, Dinkelsbühl, Hamar, Hancock, Kamień Pomorski, Lund, Tyresö, Windawa, Viborg, Viimsi, Viljandi